# Cantone di Aix-les-Bains-Sud
Il Cantone di Aix-les-Bains-Sud era un divisione amministrativa dell'arrondissement di Chambéry.
È stato soppresso a seguito della riforma complessiva dei cantoni del 2014, che è entrata in vigore con le elezioni dipartimentali del 2015.
Comprendeva parte della città di Aix-les-Bains e i comuni di:
- Drumettaz-Clarafond
- Méry
- Mouxy
- Tresserve
- Viviers-du-Lac
- Voglans